# Grubogonik australijski
Grubogonik australijski, dunnart gruboogonowy (Sminthopsis crassicaudata) – gatunek ssaka z podrodziny niełazów (Dasyurinae) w obrębie rodziny niełazowatych (Dasyuridae).

## Taksonomia
Gatunek po raz pierwszy zgodnie z zasadami nazewnictwa binominalnego opisał w 1844 roku angielski przyrodnik John Gould nadając mu nazwę Phascogale crassicaudata. Miejsce typowe to Military Station, rzeka Williams, Australia Zachodnia, Australia. Podgatunek centralis formalnie opisał w 1902 roku angielski zoolog Oldfield Thomas nadając mu nazwę Sminthopsis crassicaudata centralis. Miejsce typowe to Kilalpannina, jezioro Eyre, Australia Południowa, Australia. Holotyp to samiec o sygnaturze BMNH 2.9.8.7 z kolekcji Muzeum Historii Naturalnej w Londynie; odłowiony 21 czerwca 1902 przez H.J. Hilliera.
Genetycznie S. crassicaudata jest silnie pozycjonowany jako takson siostrzany kladu składającego się z S. bindi, S. macroura, S. douglasi i S. virginiae. Niedawne analizy genetyczne i wynikające z nich granice genetyczne dwóch form nie pasują do rozmieszczenia geograficznego dwóch podgatunków które zostały uznane na podstawie morfologii (np. długości ogona, długości uszu oraz koloru i odbicia futra na grzbiecie); cechy te mogą być ekokliną przechodzącą z północy na południe. Potrzeba więcej prac z taksonomicznych, aby wyjaśnić relacje wewnątrzgatunkowe.
Autorzy Illustrated Checklist of the Mammals of the World rozpoznają dwa podgatunki. 

### Etymologia
- Sminthopsis: gr. σμινθος sminthos „mysz”; οψις opsis „wygląd”[10].
- crassicaudata: łac. crassus „gruby, tłusty”[11]; -caudatus „-ogonowy”, od cauda „ogon”[12].
- centralis: łac. centralis, centrale „środkowy, pośrodku”, od centrum „punkt środkowy, środek”, od gr. κεντρον kentron „ostry punkt”[13].

## Zasięg występowania
Grubogonik australijski występuje w zależności od podgatunku:
- S. crassicaudata crassicaudaia – mniej suche obszary stanów Australia Zachodnia, Queensland, Australia Południowa, Nowa Południowa Walia i Wiktoria.
- S. crassicaudata centralis – suche obszary środkowej Australii.

## Morfologia
Długość ciała (bez ogona) 6–9 cm, długość ogona 4–7 cm; masa ciała 10–20 g. Mały torbacz o brązowawym kolorze futra, na uszach i głowie ciemne łatki. Głowa o dużych uszach i oczach. Długi, zgrubiały ogon służy do magazynowania tłuszczu, który jest zużywany głównie w okresie zimowym. Charakteryzuje się wąskimi stopami, które na spodach tylnej części nie mają poduszeczek. U samicy występuje dobrze rozwinięta torba.

## Ekologia

### Tryb życia
Zamieszkuje pustynie i półpustynie, busz i tereny rolnicze. Torbacz ten jest aktywny głównie nocą. Jest zwierzęciem samotniczym, jedynie w okresie jesiennym i zimowym gromadzą się we wspólnych gniazdach, co pozwala na zaoszczędzenie energii. Samice z młodymi nie tolerują obecności samców. Jest gatunkiem naziemnym. Gniazda buduje przy pniach drzew lub w pobliżu skał. Kiedy brakuje pokarmu, może zapadać w odrętwienie (torpor).
Na pokarm tego torbacza składają się głównie owady takie jak szarańcza, chrząszcze. Czasami polują również na kręgowce. Przyjmowany pokarm w pełni pokrywa zapotrzebowanie na wodę.

### Rozród
Okres rozrodczy trwa od lipca do lutego. Ciąża trwa około 16 dni. Po tym okresie na świat przychodzi 8-10 młodych. Po 37 dniach młode zaczynają opuszczać torbę matki. Dojrzałość płciową uzyskują w 159 dniu życia.

### Znaczenie
Wrogami grubogonika australijskiego są większe od niego zwierzęta drapieżne.

## Zagrożenie i ochrona
W Czerwonej księdze gatunków zagrożonych Międzynarodowej Unii Ochrony Przyrody i Jej Zasobów został zaliczony do kategorii niskiego ryzyka LC (ang. least concern „najmniejszej troski”).